# Waskatenau
Waskatenau es un pueblo canadiense situado en la provincia de Alberta.

## Superficie
Waskatenau tiene una superficie de 0,59 km².

## Demografía
En 2021, tenía 247 habitantes, una densidad poblacional de 421,1 hab./km², y 138 viviendas.